# مسجد بيت النور
مسجد بيت النور Baitun Nur هو مسجد تابع للطائفة الأحمدية في مدينة كالغاري في ألبرتا.
ويوصف بأنه أكبر مسجد في  كندا.
وضع حجر الأساس في 2005 واكتمل بناؤه في 2008 بميزانية قدرها 15 مليون دولار كندي. وحضر مراسم افتتاحه الكثير من الشخصيات العامة منهم رئيس الوزراء الكندي ستيفن هاربر وزعيم المعارضة ستيفان ديون وعمدة مدينة كالغاري ديف برونكونييه، وأسقف الكنيسة الكاثوليكية في كالغاري فريد هنري.